# 21 v.Chr.
Het jaar 21 v.Chr. is een jaartal volgens de christelijke jaartelling.

## Gebeurtenissen

### Italië
- Marcus Vipsanius Agrippa laat zich scheiden van Claudia Marcella en treedt in het huwelijk met de 18-jarige Julia Caesaris, de dochter van keizer Augustus.

### Europa
- De Germaanse stam de Quaden trekken plunderend door Zuid-Duitsland, Tsjechië en Oostenrijk. Ze vestigen zich aan de bovenloop van de Donau, waar het Romeinse leger forten heeft gebouwd om hun landsgrens te verdedigen.

## Geboren
- Quintus Naevius Sutorius Macro, Romeins prefect en staatsman (overleden 38)